# Francesc Caballer i Tarragó
Francesc Caballer i Tarragó (Barceloneta, 1926) és un dirigent veïnal català. De professió litògraf, va entrar a treballar en una impremta als 14 anys i va ser encarregat en diverses empreses d'arts gràfiques fins que es va jubilar.
Durant molts anys ha estat vinculat a les festes de la Barceloneta, primer com a caixer de la Comissió de Festes els anys setanta i després com a president durant tres anys, temps dels quals enyora l'envelat de la Festa Major. Actualment continua participant en l'organització dels actes festius del barri des del seu càrrec com a president del carrer de Sevilla des del 1990.
Els anys 1940 va incorporar-se al cor de l'Agrupació Coral Humorística Rossinyol, on va ser cantaire durant tres anys. De seguida va entrar a formar part de la Junta Directiva i durant mig segle va ser president de l'entitat (1953-2003), de la que n'és president honorífic. També ha presidit el grup coral Selectiu de Cantaires i durant l'any 2000 va ser vicepresident de la Coordinadora d'Agrupacions Corals de la Barceloneta.
Amb l'objectiu d'aconseguir un club futbolístic de categoria al barri, va fer revifar el ja desaparegut Club de Futbol Andrea Dòria, vinculat a l'ACH Rossinyol, i amb seu al carrer del mateix nom. Abans de la Guerra Civil, el club tenia categoria de juvenils i entrenava a la plaça de toros de la Barceloneta, a la qual anomenaven El Torín i que va ser enderrocada l'any 1944. El renaixement del club només va durar 4 anys, en què Francesc Caballer en va ser president. Però ja els anys vuitanta, Caballer va tornar a vincular-se al món esportiu assumint la presidència del FC Barceloneta. El 2006 va rebre la Medalla d'Honor de Barcelona.